# Los Camboyanos
Los Camboyanos fue un equipo histórico del Club Atlético San Lorenzo de Almagro de fines de los '80. Era denominado así porque el club atravesaba una crisis económica que no permitía entrenarse en condiciones, no tenía cancha, no se cumplían los contratos, ni había agua caliente en las duchas [cita requerida], y a pesar de todo esto el equipo no se resentía en su funcionamiento futbolístico.
Se dice[¿quién?] que la idea del nombre de Los Camboyanos surge del lateral derecho uruguayo Luis Malvárez, que en esos tiempos de condiciones miserables de trabajo, dijo una vez en el vestuario: “Somos como los camboyanos, estamos solos y no damos nada por perdido”.

## Historia
Los inicios de la década del ochenta fueron muy malos para el club de Boedo. Ya desde el inicio del año 1980 perdió su estadio, en el año siguiente se fue al descenso por primera y única vez en su historia, volvió en el año 1982 (estuvo sólo un año en la 2.ª categoría) llenando todas las canchas y provocando una verdadera conmoción social. En años posteriores hizo muy buenas campañas, resultando subcampeón en 1983 (con un plantel integrado, entre otros, por Hernán Sosa, Jorge Higuaín, Osvaldo Biaín, Enrique Hrabina, Armando Quinteros, Rubén Darío Insúa, Jorge Rinaldi, Heber Bueno, José Raúl Iglesias, Mario Husillos, Ruben Navarro, dirigidos por Héctor Veira) y peleando por los primeros lugares en campeonatos subsecuentes. Aunque paulatinamente decayó en su andar en los torneos de primera división, aún sin estadio propio, alquilando canchas para jugar y con una grave crisis económica que no le permitía, por ejemplo, que los jugadores entrenaran en condiciones mínimas, careciendo incluso de elementos como ropa de entrenamientos, agua corriente, etc. Ni hablar del cumplimiento de contratos.
El nacimiento de los Camboyanos se dio en un partido imposible que le ganó 1-0 a Independiente en septiembre de 1986, de visitante y cuando el rival se encontraba liderando el torneo y tenía un gran equipo. En esta génesis el primer equipo estuvo conformado por: Chilavert; Luis Malvárez, Sergio Marchi, Rafael Luongo, Jorge Alberto García; José Alul, Giunta, Fabián García, Darío Siviski; Perazzo y Hernández. El DT en ese partido fue el arquero suplente, el "Flaco" Cousillas, luego fechas después fue Nito Osvaldo Veiga. En el banco había figuras de la talla de Juan José Sánchez, Claudio Gugnali, Raúl Oyola, Alexis Noble, Julio Aguiar y Fernando Calbanese, por ejemplo.
La crisis institucional de San Lorenzo seguía, algunos jugadores se iban, otros llegaban y el plantel se iba armando con jugadores como Víctor Hugo Ferreyra, Alfredo "Flaco" Rifourcat, Daniel "Topolino" Riquelme, Leonardo Madelón, Osvaldo Coloccini (padre del exjugador del Ciclón y la Selección argentina), Norberto Ortega Sánchez, Néstor Gorosito, Alberto Federico Acosta, Rubén Romano, Oscar Tedini, Carlos Castagneto, Wálter Bello, Ariel Lentz. La dirección técnica, para la temporada 1987/88, estuvo a cargo de Vélibor "Bora" Milutinovic, quien luego de un triunfo contra Boca Juniors se despidió de la entidad. Continuó bajo la dirección de Héctor Veira, aunque también estuvo como técnico en un período Juan Carlos Carotti (entre 1986 y 1987).
Los Camboyanos tuvieron su momento de gloria cuando llegaron a las semifinales de la Copa Libertadores de 1988 donde fueron eliminados por el Newell´s Old Boys de José Yudica. Recordemos que la clasificación a la Copa se había conseguido en la Liguilla Pre Libertadores de junio de 1988. San Lorenzo de Almagro jugó esa competencia junto a otros 8 equipos clasificados en los primeros lugares del torneo argentino, eliminando a Deportivo Mandiyú, Vélez Sarsfield y Racing Club, en partidos de ida y vuelta por eliminación y se llevó el torneo tras derrotar en las finales a Racing, 2-0 en Avellaneda con goles de Ortega Sánchez y Romano, y cayendo 0-1 como local en el Amalfitani. A pesar de no haber conseguido campeonatos de Primera División, ganó la Liguilla Pre Libertadores de 1988 y fue subcampeón en el Torneo 1987/88, logrando el reconocimiento de su gente y del gran público del fútbol en general, que todavía hoy lo tiene en su memoria.